# 非対称ジメチルヒドラジン
非対称ジメチルヒドラジン（Unsymmetrical dimethylhydrazine、UDMH、または1,1-ジメチルヒドラジン）はヒドラジンの誘導体の有機化合物である。用途はロケットエンジンの燃料など。
異性体には1,2-ジメチルヒドラジン（{\displaystyle {\ce {CH3-NH-NH-CH3}}}）があり、こちらは「対称型ジメチルヒドラジン」と呼ばれる。
アンモニア様の臭気を持つ無色透明の液体で、吸湿性を持ち、水に非常に溶けやすい。空気に触れると黄色に変色する。常温で気化しやすく、引火点が-10度のため引火しやすい。

## 用途
ロケットエンジンの推進剤として用いられ、酸化剤には四酸化二窒素や赤煙硝酸、液体酸素などが使用される。ヒドラジンに比べ高温でも安定しており、ヒドラジンと置き換えまたは混合が可能である。
常温で保存可能であるので即応性を要求されるミサイル等の用途に用いられ、また、酸化剤と混ぜるだけで燃焼する自己着火性推進剤であるため、高い信頼性を求められる人工衛星やスペースシャトル等の姿勢制御に使用される。ロケットエンジンの始動時にも使用され、この場合は運転が始まったらケロシンなどに切り替える。ただし、モノメチルヒドラジンの方が比推力が高い。
ロケットエンジンの燃料以外の用途として有機金属気相成長法による蒸着における窒素源としても使用される。

## 毒性など
強い発火性物質である。皮膚や粘膜に対して腐食性を持つ。また発がん性を持ち、国際がん研究機関の発がん性評価ではグループ2Bの発がん性の可能性がある物質に分類されている。また日本では消防法により危険物第5類（自己反応性物質）に、毒物及び劇物取締法では毒物に、労働安全衛生法の特定第2類物質(特定管理物質)に指定されている。

## 環境汚染
BOD分解度0％であり、難分解性である。打ち上げに失敗し環境中に漏洩した場合除染作業が必要となり、ロシアは度々カザフスタンから多額の除染費用を請求されている。

## UDMHを使用したロケットエンジンの例
- ヴァイキングII：アリアン1～3の1段目用エンジン。酸化剤は{\displaystyle {\ce {N2O4}}}。
- ヴァイキングIV：アリアン1～4の2段目用エンジン。酸化剤は{\displaystyle {\ce {N2O4}}}。
- ヴァイキングV：アリアン4の1段目用エンジン。酸化剤は{\displaystyle {\ce {N2O4}}}。
- RD-251:ソ連のR-36M ICBMの1段目エンジン。酸化剤は{\displaystyle {\ce {N2O4}}}。
- RD-253:ソ連のプロトンの1段目エンジン。酸化剤は{\displaystyle {\ce {N2O4}}}。
- YF-20B：中国の長征シリーズの1段目エンジン。酸化剤は{\displaystyle {\ce {N2O4}}}。
- アメリカ合衆国のMGM-52 ランスのロケットダイン製ロケット・モーター。酸化剤は不明。
- フランスのロケット会社「アリアンスペース」の小型ロケット「ヴェガ」4段目に搭載のウクライナ製エンジンRD-869またはRD-843。酸化剤は{\displaystyle {\ce {N2O4}}}。